# Communauté de communes des Trois Rivières (Aisne)
Die Communauté de communes des Trois Rivières ist ein französischer Gemeindeverband mit der Rechtsform einer Communauté de communes im Département Aisne in der Region Hauts-de-France. Sie wurde am 29. Dezember 1995 gegründet und umfasst 26 Gemeinden. Der Verwaltungssitz befindet sich im Ort Buire.

## Historische Entwicklung
Der im Jahre 1995 unter dem Namen Communauté de communes du Pays des Trois Rivières gegründete Verband wurde mit Wirkung vom 1. Januar 2017 auf die aktuelle Bezeichnung umbenannt.

## Mitgliedsgemeinden
| Gemeinde                                  | Einwohner 1. Januar 2022 | Fläche km² | Dichte Einw./km² | Code INSEE | Postleitzahl |
| ----------------------------------------- | ------------------------ | ---------- | ---------------- | ---------- | ------------ |
| Any-Martin-Rieux                          | 455                      | 17,73      | 26               | 02020      | 02500        |
| Aubenton                                  | 659                      | 23,70      | 28               | 02031      | 02500        |
| Beaumé                                    | 84                       | 9,18       | 9                | 02055      | 02500        |
| Besmont                                   | 137                      | 15,86      | 9                | 02079      | 02500        |
| Bucilly                                   | 202                      | 12,85      | 16               | 02130      | 02500        |
| Buire                                     | 822                      | 4,13       | 199              | 02134      | 02500        |
| Coingt                                    | 63                       | 7,31       | 9                | 02204      | 02360        |
| Effry                                     | 313                      | 2,77       | 113              | 02275      | 02500        |
| Éparcy                                    | 34                       | 7,52       | 5                | 02278      | 02500        |
| Hirson                                    | 8.565                    | 33,77      | 254              | 02381      | 02500        |
| Iviers                                    | 219                      | 7,45       | 29               | 02388      | 02360        |
| Jeantes                                   | 224                      | 15,61      | 14               | 02391      | 02140        |
| La Hérie                                  | 121                      | 4,22       | 29               | 02378      | 02500        |
| Landouzy-la-Ville                         | 514                      | 15,76      | 33               | 02405      | 02140        |
| Leuze                                     | 187                      | 10,19      | 18               | 02425      | 02500        |
| Logny-lès-Aubenton                        | 83                       | 8,15       | 10               | 02435      | 02500        |
| Martigny                                  | 421                      | 16,96      | 25               | 02470      | 02500        |
| Mondrepuis                                | 1.033                    | 20,33      | 51               | 02495      | 02500        |
| Mont-Saint-Jean                           | 81                       | 3,97       | 20               | 02522      | 02360        |
| Neuve-Maison                              | 607                      | 8,42       | 72               | 02544      | 02500        |
| Ohis                                      | 270                      | 6,48       | 42               | 02567      | 02500        |
| Origny-en-Thiérache                       | 1.354                    | 16,48      | 82               | 02574      | 02550        |
| Saint-Clément                             | 47                       | 5,01       | 9                | 02674      | 02360        |
| Saint-Michel                              | 3.222                    | 42,20      | 76               | 02684      | 02830        |
| Watigny                                   | 359                      | 21,12      | 17               | 02831      | 02830        |
| Wimy                                      | 464                      | 12,04      | 39               | 02833      | 02500        |
| Communauté de communes des Trois Rivières | 20.540                   | 349,21     | 59               | –          | –            |